# Иванка Дикова
Иванка Георгиева Дикова е български политик от БЗНС.

## Биография
Иванка Дикова е родена на 13 август 1938 г. в Козлодуй. Завършва техникум по селско стопанство. Завършва задочно висше образование агрономство във Висшия селскостопански институт „Георги Димитров“. Била е агроном и бригадир. През 1972 г. става заместник-управител на стопанството в Козлодуй. От 1975 г. е председател на ТКЗС-то в ловешкото село Добревци. Била е заместник-председател на Окръжното ръководство на БЗНС в Ловеч. Между 1976 и 1986 е член на Държавния съвет на Народна република България. Член е и на Управителния съвет на БЗНС.